# Puentenansa
Puentenansa är en ort i Spanien.   Den ligger i provinsen Provincia de Cantabria och regionen Kantabrien, i den norra delen av landet, 300 km norr om huvudstaden Madrid. Puentenansa ligger 165 meter över havet och antalet invånare är 186.
Terrängen runt Puentenansa är huvudsakligen kuperad. Puentenansa ligger nere i en dal. Runt Puentenansa är det glesbefolkat, med 11 invånare per kvadratkilometer. Närmaste större samhälle är Cabezón de la Sal, 15,1 km öster om Puentenansa. Omgivningarna runt Puentenansa är en mosaik av jordbruksmark och naturlig växtlighet.